# Cantone di Le Saulnois
Il Cantone di Le Saulnois è una divisione amministrativa dell'Arrondissement di Château-Salins.
È stato costituito a seguito della riforma approvata con decreto del 18 febbraio 2014, che ha avuto attuazione dopo le elezioni dipartimentali del 2015.

## Composizione
Comprende i seguenti 135 comuni:
- Aboncourt-sur-Seille
- Achain
- Ajoncourt
- Alaincourt-la-Côte
- Albestroff
- Amelécourt
- Attilloncourt
- Aulnois-sur-Seille
- Bacourt
- Bassing
- Baudrecourt
- Bellange
- Bénestroff
- Bermering
- Bezange-la-Petite
- Bidestroff
- Bioncourt
- Blanche-Église
- Bourgaltroff
- Bourdonnay
- Bréhain
- Burlioncourt
- Chambrey
- Château-Bréhain
- Château-Salins
- Château-Voué
- Chenois
- Chicourt
- Conthil
- Craincourt
- Cutting
- Dalhain
- Delme
- Dieuze
- Domnom-lès-Dieuze
- Donjeux
- Donnelay
- Fonteny
- Fossieux
- Foville
- Francaltroff
- Frémery
- Fresnes-en-Saulnois
- Gelucourt
- Gerbécourt
- Givrycourt
- Grémecey
- Guébestroff
- Guéblange-lès-Dieuze
- Guébling
- Guinzeling
- Haboudange
- Hampont
- Hannocourt
- Haraucourt-sur-Seille
- Honskirch
- Insming
- Insviller
- Jallaucourt
- Juvelize
- Juville
- Lagarde
- Laneuveville-en-Saulnois
- Lemoncourt
- Léning
- Lesse
- Ley
- Lezey
- Lidrezing
- Lindre-Basse
- Lindre-Haute
- Liocourt
- Lhor
- Lostroff
- Loudrefing
- Lubécourt
- Lucy
- Maizières-lès-Vic
- Malaucourt-sur-Seille
- Manhoué
- Marimont-lès-Bénestroff
- Marsal
- Marthille
- Molring
- Moncheux
- Moncourt
- Montdidier
- Morville-lès-Vic
- Morville-sur-Nied
- Moyenvic
- Mulcey
- Munster
- Nébing
- Neufvillage
- Obreck
- Ommeray
- Oriocourt
- Oron
- Pettoncourt
- Pévange
- Prévocourt
- Puttigny
- Puzieux
- Réning
- Riche
- Rodalbe
- Rorbach-lès-Dieuze
- Sailly-Achâtel
- Saint-Epvre
- Saint-Jure
- Saint-Médard
- Salonnes
- Secourt
- Sotzeling
- Tarquimpol
- Tincry
- Torcheville
- Vahl-lès-Bénestroff
- Val-de-Bride
- Vannecourt
- Vaxy
- Vergaville
- Vibersviller
- Vic-sur-Seille
- Vigny
- Villers-sur-Nied
- Virming
- Vittersbourg
- Viviers
- Vulmont
- Wuisse
- Xanrey
- Xocourt
- Zarbeling
- Zommange